# Siergiej Lebiediew (1900–1939)
Siergiej Iwanowicz Lebiediew (ros. Сергей Иванович Лебедев, ur. 1900 w Gorochowcu, zm. 4 marca 1939) – radziecki funkcjonariusz  służb specjalnych, major bezpieczeństwa państwowego.

## Życiorys
W latach 1915–1918 uczył się w szkole rzemieślniczej we Włodzimierzu, od września 1918 do października 1919 pomocnik sekretarza włodzimierskiej gubernialnej Czeki, od września 1919 do 1922 członek RKP(b), od marca 1926 w WKP(b). Od października 1919 do marca 1922 kierownik wydziału tulskiej gubernialnej Czeki, od marca do października 1922 pełnomocnik Wydziału Transportu Drogowego Czeki i pomocnik szefa Wydziału Moskiewskiego Okręgowego Transportowego Oddziału GPU, od października 1922 do lutego 1925 pełnomocnik Wydziału Specjalnego i szef Wydziału Kontrwywiadowczego Pskowskiego Gubernialnego Oddziału GPU. Od lutego 1925 do marca 1930 pełnomocnik Wydziału Ekonomicznego, starszy pełnomocnik Leningradzkiego Okręgowego Wydziału Transportowego, szef Oddziału 6 Wydziału Ekonomicznego i pracownik Pełnomocnego Przedstawicielstwa OGPU Leningradzkiego Okręgu Wojskowego, od marca 1930 do marca 1935 kolejno szef Oddziału 3 i Oddziału 4, pomocnik szefa Wydziału Ekonomicznego PP OGPU/Zarządu Bezpieczeństwa Państwowego (UGB) Zarządu NKWD obwodu moskiewskiego. Od 31 marca 1935 do 14 grudnia 1936 szef Wydziału Ekonomicznego UGB Zarządu NKWD obwodu moskiewskiego, od 26 grudnia 1935 major bezpieczeństwa państwowego, od 14 grudnia 1936 do 9 września 1937 szef Wydziału Kontrwywiadowczego/Wydziału 3 UGB Zarządu NKWD obwodu moskiewskiego, od 9 do 28 września 1937 zastępca szefa Zarządu NKWD obwodu moskiewskiego, od 28 września 1937 do 18 października 1938 szef Zarządu NKWD obwodu tulskiego. Deputowany do Rady Najwyższej ZSRR 1 kadencji.
18 października 1938 aresztowany, 4 marca 1939 skazany na śmierć przez Wojskowe Kolegium Sądu Najwyższego ZSRR i rozstrzelany. Nie został zrehabilitowany.

## Odznaczenia
- Order Lenina (11 lipca 1937)
- Odznaka „Honorowy Funkcjonariusz Czeki/GPU (V)” (1932)
- Odznaka „Honorowy Funkcjonariusz Czeki/GPU (XV)” (4 lutego 1933)